# Luciana Granato
Luciana Granato (São Paulo, 19 de outubro de 1977) é uma remadora brasileira.
Concluiu o curso de nutrição e, atualmente, reside em Ubatuba - SP

## Trajetória esportiva
Praticava atletismo há 11 anos quando sonhou que estava remando em um lugar parecido com a raia olímpica da Universidade de São Paulo; na semana seguinte começou a remar, e tornou-se atleta do Club Athletico Paulistano.
Em 2006 foi campeã brasileira. Em 2007 participou dos Jogos Pan-Americanos do Rio de Janeiro e terminou a prova em sexto lugar, no duplo skiff leve.
Foi aos Jogos Olímpicos de Verão de 2008 em Pequim, junto com Camila Carvalho, chegando na 15ª colocação.
Integrou a delegação nacional que disputou os Jogos Pan-Americanos de 2011 em Guadalajara, no México.
Encerrou a carreira de atleta em 2013.